# Sixtův dům
Sixtův dům, také Donínský dům, je původem středověký průchodní dům čp. 553/I v Kamzíkové ulici 2, s hlavní fasádou do Celetné ulice v Praze na Starém Městě. Byl přestavěn v renesanci a v baroku a nazván po svém významném majiteli, humanistovi Sixtovi z Ottersdorfu. Dům je chráněn jako kulturní památka.

## Historie a architektura

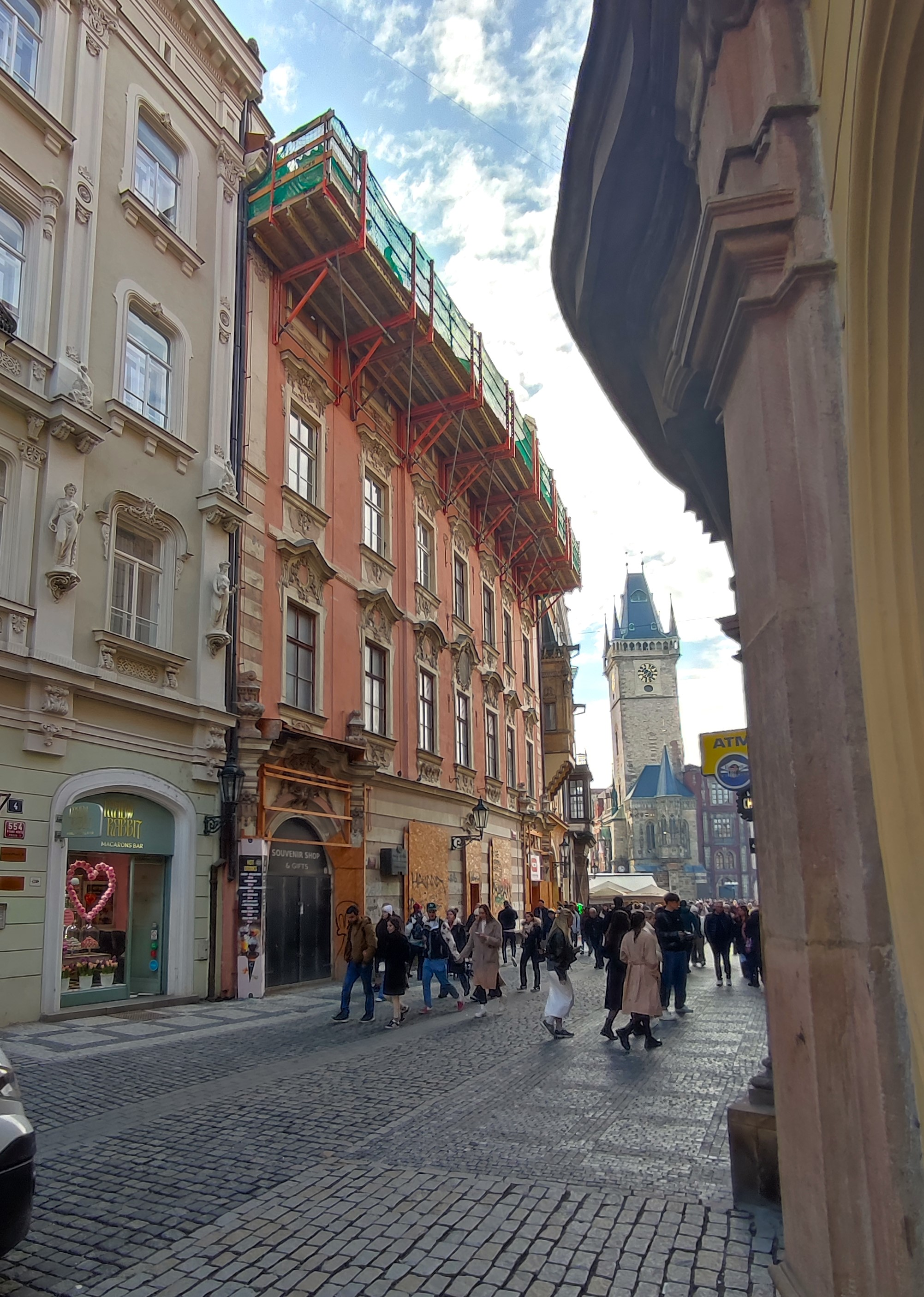
Pohled z Celetné ulice (stav v únoru 2024)

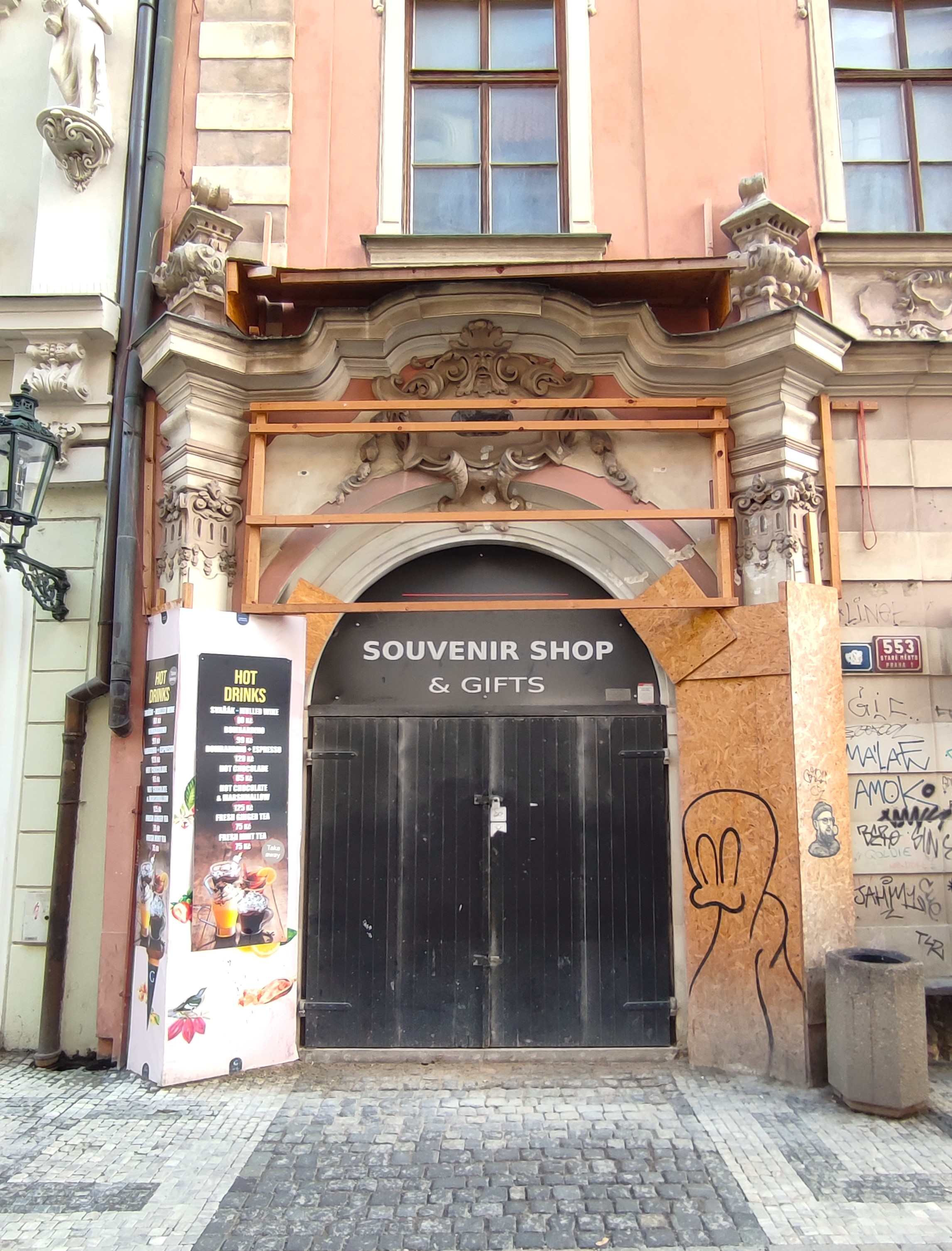
Levý portál (stav v únoru 2024)

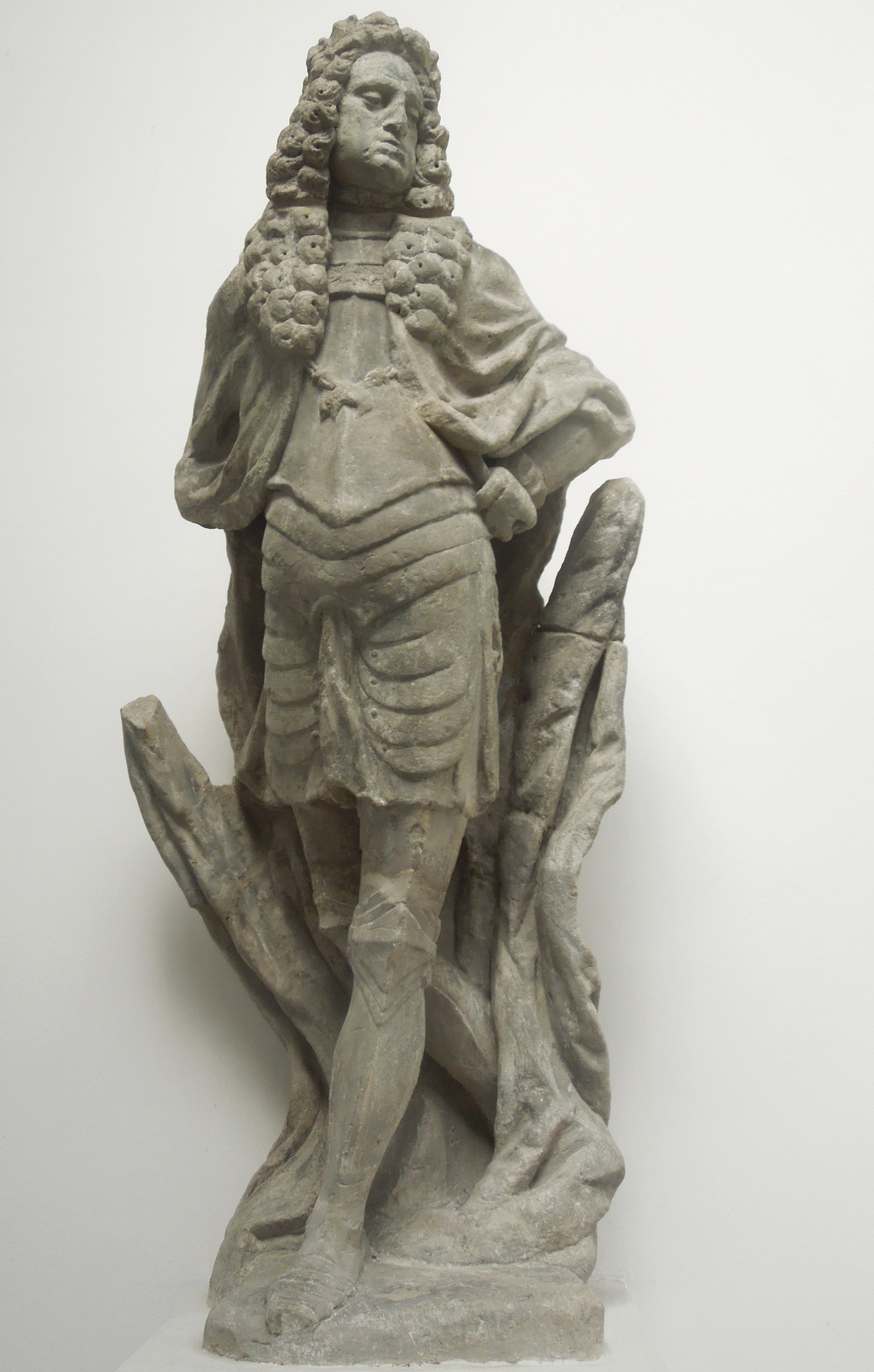
Antonín Braun, Socha císaře Karla VI. z atiky, Lapidárium Národního muzea

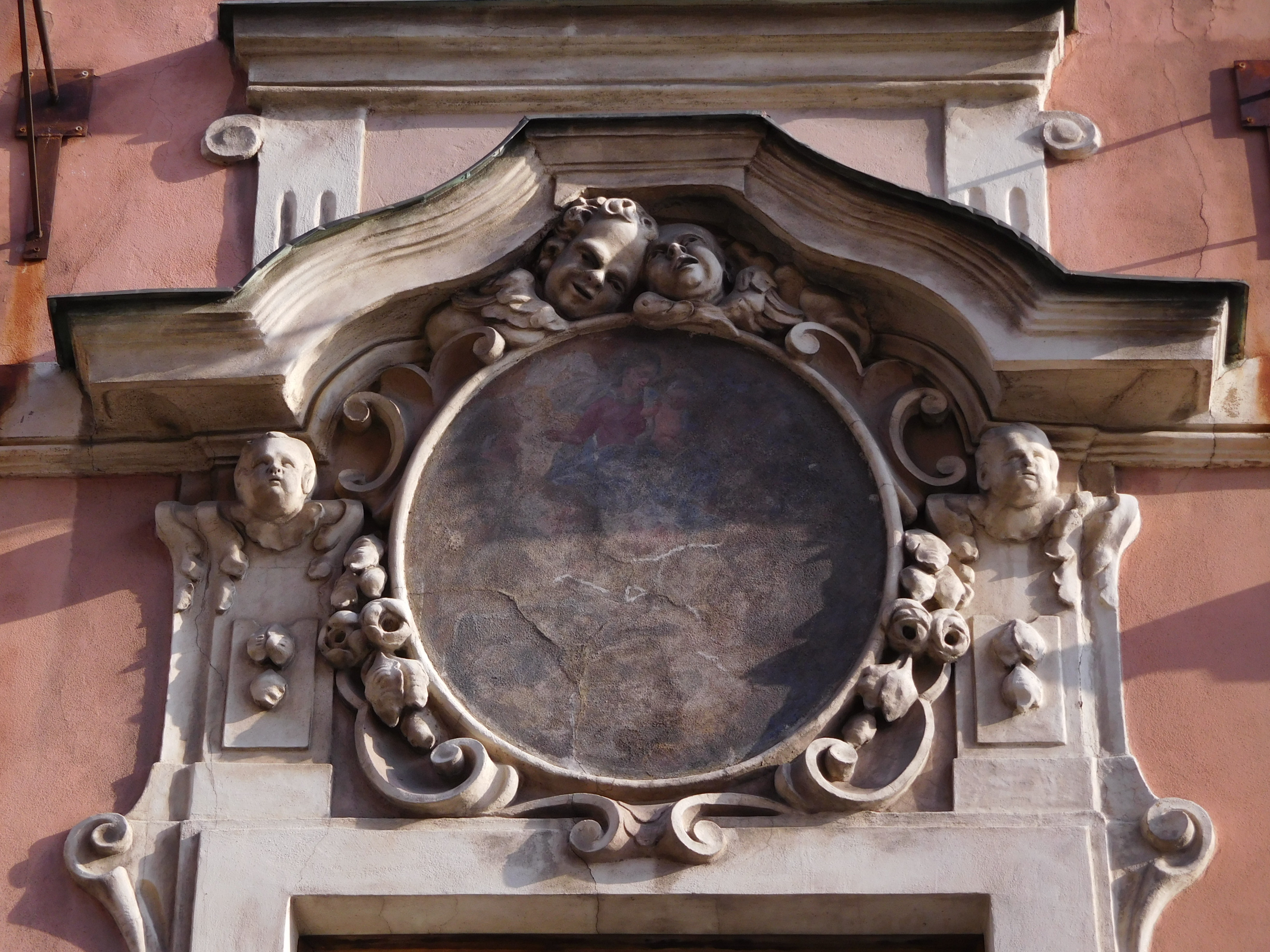
Domovní znamení s obrázkem Panny Marie

Archeologickým a stavebně historickým průzkumem je kamenný dům na této parcele při Celetné ulici doložen od 12. do první poloviny 13. století. V polovině 13. století již byly domy Starého Města obehnány hradbami.
Tři prostory středověkého sklepa Sixtova domu jsou rozsáhlé, vyzděné z opukového kvádříkového zdiva. V té době patřil mezi paláce. Původní přízemí domu se nárůstem mnoha vrstev odpadu po staletích stalo suterénem. Ve dvoře domu archeologický průzkum zdokumentoval přesně nedatovatelný kostrový hrob náležející k pohřebišti z 10. století.
Gotický dům má dvě stavební fáze, starší ze 13. století a mladší z období vrcholné gotiky. Je doložitelný písemnými smlouvami ve staroměstských městských knihách. Prvními spolumajiteli domu čp. 553/I zapsanými jménem byli protonotář Johannes z Wylburgu, Rudolf z Mühlhausenu a Hanuš Lvův z Dubé, kteří prodali svůj věčný plat z tohoto domu Albertu komorníkovi.
Prvním slavným majitelem domu byl Jindřich Lefl z Lažan a z Bechyně, vratislavský hejtman a ochránce Mistra Jana Husa. Název domu Donínský se objevil po roce 1470 díky dědictví bratří Ješka a Bořivoje, purkrabího z Donína. Za nich byl před rokem 1523 rozšířen o dvorní křídla a získal tak současnou dispozici. 
Roku 1560 získal dům směnou Sixt z Ottersdorfu. K jeho stavební podobě ovšem nepřispěl, zemřel roku 1583. Teprve jeho syn Jan Theodor Sixt z Ottersdorfu, pražský defensor a rada apelačního soudu, dal zděděný dům v letech 1607–1612 přestavět. Za účast ve stavovském povstání měl být popraven, dostal sice milost, ale majetek včetně domu mu byl zkonfiskován. Dům získal Filip Fabricius z Rosenfeldu.
Další přestavbu sešlého domu podnikl před rokem 1736 baron Marek de Joaninelli. Dal upravit barokní fasádu. V nadpraží středního okna prvního patra byla vytvořena kartuše s domovním znamením Panny Marie s Ježíškem. Byl upraven vstupní portál z Celetné ulice. Roku 1736 dal Joaninelli na atiku umístit čtyři sochy habsburských císařů, které z pískovce vytesal Antonín Braun. Sochy musely být po vzniku Československa sneseny jako zakázané symboly habsburské moci. Originál sochy Karla VI. byl přenesen do Lapidária Národního muzea, další se na atiku vrátily po zrušení zákona o zákazu habsburských symbolů. Po roce 1965 byly pravděpodobně nahrazeny kopiemi.
Roku 1796 získal dům kožešník Carl Marx, po němž jsou na fasádě kartuše s iniciálami jeho jména CM. Zadní fasáda a dvorní křídlo byly upraveny asi roku 1802, po roce 1945 pak proběhly další nevhodné stavební úpravy pro obchodní a hostinské účely.

## Současnost
Od roku 2004 se řešil kontroverzní projekt hotelu Ritz-Carlton U Sixtů, jímž má být propojen Sixtův dům s pěti sousedními domy do Kamzíkové ulice ve velký hotelový komplex. Projekt byl přes námitky památkářů a protesty Klubu Za starou Prahu v roce 2020 schválen. Vystěhované objekty mezitím chátrají. Realizaci stavby pozdrželo také období epidemie covidu. Rozsáhlá přestavba byl zahájena v roce 2022 a má být ukončena v roce 2025.  